# Liste der Monuments historiques in Saint-Ciergues
Die Liste der Monuments historiques in Saint-Ciergues führt die Monuments historiques in der französischen Gemeinde Saint-Ciergues auf.

## Liste der Immobilien
| Bezeichnung                  | Beschreibung           | Standort               | Kennzeichnung | Schutzstatus | Datum | Bild           |
| ---------------------------- | ---------------------- | ---------------------- | ------------- | ------------ | ----- | -------------- |
| Kirche St-Cyr-et-Ste-Julitte | ab dem 13. Jahrhundert | Rue de l’Église (Lage) | PA00079222    | Inscrit      | 1925  | weitere Bilder |

## Liste der Objekte
| Bezeichnung               | Beschreibung                                                                   | Standort                                   | Kennzeichnung | Schutzstatus | Datum | Bild |
| ------------------------- | ------------------------------------------------------------------------------ | ------------------------------------------ | ------------- | ------------ | ----- | ---- |
| Skulptur Heiliger Eligius | Stein, farbig gefasst, 16. Jahrhundert                                         | in der Kirche St-Cyr-et-Ste-Julitte (Lage) | PM52001075    | Classé       | 1965  |      |
| Hauptaltar                | Altar und Wandvertäfelung; Holz, farbig gefasst und vergoldet, 18. Jahrhundert | in der Kirche St-Cyr-et-Ste-Julitte (Lage) | PM52001074    | Classé       | 1965  |      |